# Assedio di Isfahan
L'assedio di Isfahan fu uno scontro combattuto nel corso del periodo della caduta dei Safavidi in Persia tra l'Impero safavide e gli invasori dell'Afghanistan capeggiati dalla dinastia degli Hotak.
L'assedio alla capitale persiana, durato sei mesi, perdurò dal marzo all'ottobre del 1722 e portò alla caduta della città ed al crollo definitivo della dinastia safavide.

## Antefatto
L'impero safavide persiano, un tempo una grande potenza nell'est asiatico, aveva iniziato ad entrare in crisi dalla fine del XVII secolo. Questo avvenne per la mancanza di interesse nel governo da parte degli ultimi scià, per le rivolte civili scoppiate di conseguenza nel paese e per le ricorrenti guerre con il rivale principale dell'Impero, l'Impero ottomano.
I safavidi, un tempo favorevoli all'Islam sciita, avevano oppresso pesantemente i sunniti Pashtuns nel territorio dell'attuale Afghanistan. Cogliendo l'occasione del declino dell'impero safavide, i Pashtuns guidati da Mir Wais Hotak si erano ribellati contro la signoria persiana ed avevano ucciso il loro governatore georgiano, Gurgin Khan. Avevano fatto seguito una serie di campagne punitive ad opera del governo safavide che vennero però tutte sconfitte dall'esercito dei Pashtun che quindi avanzò sempre più nel cuore della Persia verso la capitale safavide di Isfahan.

## Assedio
Isfahan venne assediata dalle forze afghane guidate da Mahmud Hotak dopo la loro decisiva battaglia sull'esercito safavide nella Battaglia di Gulnabad, nei pressi d'Isfahan, l'8 marzo 1722. Dopo la battaglia, le forze safavidi si erano ritirate in fretta verso Isfahan. Gli afghani non disponevano infatti di artiglieria per far breccia sulle mura della città e pertanto si dedicarono a bloccare i rifornimenti per Isfahan così da costringere lo scià Sultan Husayn ed i difensori della città alla resa. L'esercito safavide, male organizzato, chiese invano aiuto al vassallo georgiano Vakhtang VI di Cartalia che però si rifiutò di intervenire nello scontro. Il figlio di Shah Husayn, Tahmasp, e altri 600 soldati riuscirono a fuggire dalla città. In città intanto iniziò una tremenda carestia e pertanto lo scià decise di capitolare il 23 ottobre, abdicando ufficialmente in favore di Mahmud, che trionfalmente entrò in città il 25 ottobre 1722.